# Havnø Mølle

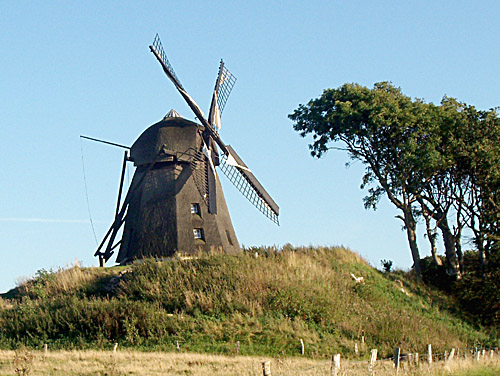
Havnø Mølle

Havnø Mølle (dt. Havnø-Mühle) ist eine strohgedeckte Holländerwindmühle aus dem Jahre 1842, die auf einer ehemaligen Insel östlich von Hadsund zwischen dem Mariagerfjord und einem Wald liegt. 
Nordjütlands älteste bewahrte Windmühle steht unter Denkmalschutz, wurde in den 1990ern völlig restauriert und ist heute ein Museum. In der Mühle werden grobes Roggenmehl für Brot, Futtergetreide und verschiedene Getreide gemahlen. Die Mühle wurde in Zusammenhang mit dem Herrenhaus Havnø erbaut, das durch eine lange Allee von Schwarz-Erlen charakterisiert wird. Der Herrensitz wurde erst im Jahre 1846 gebaut und gehörte ursprünglich zum Herrenhaus Visborggård. Havnø ist vermutlich der einzige Herrensitz in Dänemark, der nicht von einem Architekten entworfen wurde, denn örtliche Handwerker errichteten die Gebäude.
Auf Havnø liegt auch ein 100 Meter mal 25 Meter großer Køkkenmødding.